# Saison 2008-2009 de la Jeanne d'Arc de Vichy Val d'Allier Auvergne Basket
Invité par la FIBA Europe, la JA Vichy (JAV) retrouve en cette saison 2008-2009 retrouve la coupe d'europe, puisqu'elle participe à l'EuroCup Challenge. Le club thermal passe largement le 1er tour préliminaire en battant l'APOEL Nicosie mais s'arrête au second tour préliminaire battu par Liege Basket. Jean-Louis Borg, nommé adjoint de l’entraîneur national Michel Gomez, a obtenu que Vichy soit choisie comme site d’entraînement de l’équipe de France dans laquelle trois Vichyssois (Gradit, Issa et Soliman) sont sélectionnés. Cette préparation d’une semaine se déroule du 20 au 27 juillet 2008 à Vichy et se prolonge en août et septembre. C’est donc Jean-Philippe Besson qui, sans Borg et les trois internationaux, manage les matches amicaux d’avant championnat. Borg dispose du socle de cinq anciens : Moss, Issa, Gradit, Melody et Rambur. Par contre, Jimmal Ball (qui a signé, avec Karangwa, à Paris-Levallois descendu en Pro B) et Curtis Sumpter sont partis, tandis que Karangwa, Vivies et Wright (décevants sur l’ensemble de la saison) sont remplacés. Le regretté Jimmal Ball est remplacé par l’Américain Shaun Fountain, un meneur qui est « coupé » dès fin octobre pour manque d’efficacité. Avec le recrutement des intérieurs William Soliman (ex-Roanne) et Amadi Mc Kenzie (USA), et le l’ailier américain David Teague. 
Orpheline de Jimmal Ball, la JAV commence le championnat par cinq défaites (dont deux matches à domicile). L’arrivée du meneur Kareem Reid, à la place de Shaun Fountain qui ne pesait pas suffisamment sur le jeu, donne trois victoires consécutives dont deux à l’extérieur de 14 points (à Pau-Orthez et à Hyères-Toulon). Un arbitrage défavorable interrompt cette belle série le 29 novembre à Vichy où Besançon l’emporte de 2 points, après avoir bénéficié de 29 lancers francs (dont 24 réussis) contre 9 lancers à la JAV. Après une défaite très honorable de 10 points seulement face à l’ASVEL Lyon-Villeurbanne, la JAV échoue pour la quatrième fois à la maison devant Le Havre lors du dernier match de l’année 2008. Divine surprise à la reprise samedi 3 janvier 2009 où la JAV, avec un super Moss auteur de 27 points, gagne de 3 points (après prolongation) chez le champion de France en titre Nancy. Le vendredi soir suivant 9 janvier à Vichy - devant les caméras Sport + de David Cozette et Jacques Monclar - la JAV (encore privée de Gradit suspendu) confirme son renouveau en infligeant 26 points d’écart au voisin Roanne, finaliste de l'année précédente. Jean-Denys Choulet, le coach de la patrie des Troisgros, a justement payé l’affront (non-respect de l’adversaire Vichy) d’aligner son banc de remplaçants au premier quart-temps remporté 20 à 3 par Vichy. Début mars, la série de quatre formidables victoires (3 à la maison contre Rouen, le leader Orléans et Le Mans, plus un succès à Dijon en prolongations) est interrompue par une soirée cauchemardesque à Vichy contre Pau renforcé par Digbeu (18 % de tirs réussis trois points 5/28, contre 55 % à Pau 12/22). 
Finalement le 13 mai 2009, la JAV termine dixième (devant 6 clubs) avec 13 victoires (8 à Vichy et 5 à l’extérieur) en 30 matches, ayant battu au moins une fois toutes les équipes sauf trois : Besançon (relégué avec Pau-Orthez), Strasbourg, huitième, et l’ASVEL (intouchable premier). La JA Vichy est la troisième meilleure défense du championnat 2008-2009 (69,7 points encaissés par match) derrière Le Mans (67,6) et Orléans (68,6). Notre meneur Reid finit meilleur passeur du championnat avec 7,7 passes décisives par match. Il accumule, sur ses 24 matches, le quatrième temps de jeu avec une moyenne de 34,5 minutes par match. Dounia Issa termine quatrième rebondeur (8,5 prises de moyenne), troisième contreur (1,6 de moyenne) et seconde évaluation sur un match (41 contre Chalon, derrière Brion Rush de Strasbourg avec 45). En effet, dans le dernier match contre Chalon à Vichy, Issa réalise 18 rebonds, 16 points, 6 interceptions et 3 passes décisives. Par contre, la JAV termine dernière aux tirs à 3 points avec 29,5 % (Le Mans premier avec 39 %) et aux lancers francs avec 64,1 % (Le Mans encore premier avec 76 %).

## Effectif
- Entraîneur :  Jean-Louis Borg
- Assistant :  Jean-Philippe Besson

| Numéro | Nom                       | Né en | Taille | Nationalité | Poste              |
| 4      | Amadi McKenzie            | 1986  | 2,01 m | États-Unis  | Ailier / Intérieur |
| 5      | David Teague (basketball) | 1983  | 1,95 m | États-Unis  | Ailier             |
| 6      | Nabil El Amrani           | 1988  | 1,88 m | France      | Arriére            |
| 7      | Zach Moss                 | 1981  | 2,01 m | États-Unis  | Pivot              |
| 8      | William Soliman           | 1980  | 2,02 m | France      | Intérieur / Pivot  |
| 9      | William Gradit            | 1982  | 1,97 m | France      | Ailier             |
| 10     | David Melody (C)          | 1977  | 1,84 m | France      | Arrière            |
| 11     | Alexis Rambur             | 1983  | 1,95 m | France      | Meneur             |
| 12     | Nicolas de Jong           | 1988  | 2,08 m | France      | Pivot              |
| 13     | Kareem Reid               | 1975  | 1,78 m | États-Unis  | Meneur             |
| 14     | Dounia Issa               | 1981  | 1,98 m | France      | Intérieur          |
| 15     | Théodore Zachée           | 1990  | 1,88 m | France      | Ailier             |

Joueurs partis en cours de saison
| Numéro | Nom           | Né en | Taille | Nationalité | Poste  |
| 13     | Shaun Foutain | 1978  | 1,80 m | États-Unis  | Meneur |

(C) : Capitaine